# Rally Dakar de 1985
El Rally Dakar de 1985, la séptima edición de esta carrera rally raid, se realizó del 1 al 22 de enero de ese año. El trayecto total de esta versión, que se extendió entre Versalles y Dakar, fue de 14 000 km y se disputó por rutas de Francia, Argelia, Níger, Malí, Mauritania y Senegal.
Participaron en total 362 coches y 135 motocicletas, de los cuales llegaron a la final 101 y 25, respectivamente.

## Recorrido
| Etapa | Fecha       | Origen              | Destino             | Total (km) |
| ----- | ----------- | ------------------- | ------------------- | ---------- |
| 1     | 1 de enero  | Versalles Francia   | Marsella Francia    | 7          |
|       | 2 de enero  | Traslado a África   |                     |            |
| 2     | 3 de enero  | Argel Argelia       | El Golea Argelia    | 1039       |
| 3     | 4 de enero  | El Golea Argelia    | In Salah Argelia    | 500        |
| 4     | 5 de enero  | In Salah Argelia    | In Amguel Argelia   | 667        |
| 5     | 6 de enero  | In Amguel Argelia   | Tamanrasset Argelia | 239        |
| 6     | 7 de enero  | Tamanrasset Argelia | Iferouane Níger     | 649        |
| 7     | 8 de enero  | Iferouane Níger     | Agadez Níger        | 350        |
| 8     | 9 de enero  | Agadez Níger        | Dirkou Níger        | 627        |
| 9     | 10 de enero | Dirkou Níger        | Iferouane Níger     | 790        |
| 10    | 11 de enero | Iferouane Níger     | Agadez Níger        | 316        |
|       | 12 de enero | Día de descanso     |                     |            |
| 11    | 13 de enero | Agadez Níger        | Tahoua Níger        | 466        |
| 12    | 14 de enero | Tahoua Níger        | Gao Mali            | 778        |
| 13    | 15 de enero | Gao Mali            | Timbuctú Mali       | 418        |
| 14    | 16 de enero | Timbuctú Mali       | Néma Mauritania     | 702        |
| 15    | 17 de enero | Néma Mauritania     | Tichit Mauritania   | 500        |
| 16    | 18 de enero | Tichit Mauritania   | Kiffa Mauritania    | 671        |
| 17    | 19 de enero | Kiffa Mauritania    | Kayes Mali          | 300        |
| 18    | 20 de enero | Kayes Mali          | Kedougou Senegal    | 393        |
| 19    | 21 de enero | Kedougou Senegal    | Tambacounda Senegal | 343        |
| 20    | 22 de enero | Tambacounda Senegal | Dakar Senegal       | 536        |

## Vencedores por etapas
| Etapa           | Motocicletas      | Coches              |
| --------------- | ----------------- | ------------------- |
| 1               | Gilles Lalay      | Bernard Darniche    |
| 2               | Jean-Michel Baron | Jean-Pierre Gabreau |
| 3               | Jean-Michel Baron | Bernard Darniche    |
| 4               | Chuck Stearns     | Henri Pescarolo     |
| 5               | Gilles Lalay      | Jacky Ickx          |
| 6               | Gilles Picard     | Bernard Darniche    |
| 7               | Chuck Stearns     | Raoul Raymondis     |
| 8               | Gaston Rahier     | Rene Metge          |
| 9               | Gaston Rahier     | Patrick Zaniroli    |
| 10              | Chuck Stearns     | Andrew Cowan        |
| Día de Descanso |                   |                     |
| 11              | Chuck Stearns     | Rene Metge          |
| 12              | Gaston Rahier     | Henri Pescarolo     |
| 13              | Gaston Rahier     | Patrick Zaniroli    |
| 14              | Hubert Auriol     | Henri Pescarolo     |
| 15              | Gilles Picard     | Stéphane Bosteels   |
| 16              | Cyril Neveu       | Pierre Fougerouse   |
| 17              | Chuck Stearns     | Raoul Raymondis     |
| 18              | Jean-Michel Baron | Patrick Zaniroli    |
| 19              | Jean-Michel Baron | Andrew Cowan        |
| 20              | Chuck Stearns     | Patrick Zaniroli    |
| Fuente:         |                   |                     |

## Clasificación final

### Coches
| Puesto | Piloto / copiloto                     | País        | Marca      |
| ------ | ------------------------------------- | ----------- | ---------- |
| 1      | Patrick Zaniroli / Jean da Silva      | Francia     | Mitsubishi |
| 2      | Andrew Cowan / Johnstone Syer         | Reino Unido | Mitsubishi |
| 3      | Pierre Fougerouse / Daniel Jacquemard | Francia     | Toyota     |

### Motos
| Puesto | Nombre              | País    | Marca  |
| ------ | ------------------- | ------- | ------ |
| 1      | Gaston Rahier       | Bélgica | BMW    |
| 2      | Jean Claude Olivier | Francia | Yamaha |
| 3      | Franco Picco        | Italia  | Yamaha |

### Camiones
| Puesto | Nombre                                             | País         | Marca         |
| ------ | -------------------------------------------------- | ------------ | ------------- |
| 1      | Karl Friedrich Capito Jost Capito Klaus Schweikarl | Alemania     | Mercedes Benz |
| 2      | Jan de Rooy Thierry de Saulieu Martinus Ketelaars  | Países Bajos | DAF           |
| 3      | Karl Wilhelm Strohmann Volker Capito Heinz Schnepf | Alemania     | Mercedes Benz |